# Бели брег (община Враня)
Вижте пояснителната страница за други значения на Бели брег.
Бели брег (на сръбски: Бели брег или Beli Breg) е село в Югоизточна Сърбия, Пчински окръг, Град Враня, община Враня.

## География
Селото е разположено във Вранската котловина, в подножието на планината Карпина. Отстои на 10 км западно от окръжния и общински център Враня, на 3 км северозападно от село Катун, на югозапад от село Миливойце и на 3,3 км североизточно от село Горни Въртогош.

## История
По време на Първата световна война селото е във военновременните граници на Царство България, като административно е част от Вранска околия на Врански окръг.

## Население
Според преброяването на населението от 2011 г. селото има 85 жители.

### Етнически състав
Данните за етническия състав на населението са от преброяването през 2002 г.
- сърби – 94 жители (100%)